# Berlancourt (Aisne)
Berlancourt é uma comuna francesa na região administrativa de Altos da França, no departamento de Aisne. Estende-se por uma área de 5,2 km². Em 2010 a comuna tinha 100 habitantes (densidade: 19,2 hab./km²).